# Maladera eclogaria
Maladera eclogaria är en skalbaggsart som beskrevs av Brenske 1899. Maladera eclogaria ingår i släktet Maladera och familjen Melolonthidae. Inga underarter finns listade i Catalogue of Life.